# Metodo degli spostamenti
Il metodo degli spostamenti è uno dei due possibili metodi di risoluzione del problema elastico-statico, assieme al metodo degli sforzi.
Partendo dalle equazioni di equilibrio, cinematiche e costitutive:
{\displaystyle \nabla \cdot \mathbf {T} +\mathbf {f} =\mathbf {0} }
{\displaystyle \mathbf {\varepsilon } ={\frac {1}{2}}\left(\nabla \mathbf {s} +\nabla \mathbf {s} ^{T}\right)}
{\displaystyle \sigma _{ij}=D_{ijkl}\,\varepsilon _{kl}}
che costituiscono un sistema differenziale del secondo ordine, a 9 incognite in 9 equazioni, si può arrivare a scrivere tre equazioni scalari nelle sole incognite spostamento note come equazioni di Navier. Si noti che {\displaystyle \mathbf {T} } è il tensore delle tensioni, {\displaystyle \mathbf {f} } il vettore delle forze esterne e {\displaystyle \mathbf {s} } il vettore degli spostamenti. Il sistema è del secondo ordine per cui l'ordine di continuità della soluzione è unitario. Gli spostamenti sono quindi soluzione continua come conseguenza della forma matematica del sistema e non occorre aggiungere alcuna condizione di compatibilità o congruenza.
Per arrivare alle equazioni di Navier si parte dalla prima equazione sostituendo agli sforzi le loro espressioni in termini di deformazioni attraverso il legame costitutivo, e quindi sostituendo le deformazioni stesse con le derivate degli spostamenti attraverso il legame cinematico.
Le equazioni di Navier in forma vettoriale si scrivono come:
{\displaystyle \left(\lambda +G_{m}\right)\nabla \left(\nabla \cdot \mathbf {s} \right)+G\nabla ^{2}\mathbf {s} +\rho \mathbf {F} =\mathbf {0} }
cioè scalarmente:
{\displaystyle {\begin{cases}\left(\lambda +G_{m}\right)\left(u_{xx}+v_{xy}+w_{xz}\right)+G_{m}\nabla ^{2}{u}+F_{x}=0\\\left(\lambda +G_{m}\right)\left(u_{yx}+v_{yy}+w_{yz}\right)+G_{m}\nabla ^{2}{v}+F_{y}=0\\\left(\lambda +G_{m}\right)\left(u_{zx}+v_{zy}+w_{zz}\right)+G_{m}\nabla ^{2}{w}+F_{z}=0\end{cases}}}
Con:
- {\displaystyle \rho \mathbf {F} =\left(F_{x},\ F_{y},\ F_{z}\right)}, dove {\displaystyle \mathbf {F} } è la forza di volume del corpo per unità di massa e {\displaystyle \rho } è la densità di massa;
- {\displaystyle \{u,\ v,\ w\}} componenti dello spostamento;
- {\displaystyle \lambda } è la costante di Lamé, {\displaystyle {\lambda }={\frac {E*\nu }{\left(1+\nu \right)\left(1-2\nu \right)}}}, e G è il modulo di elasticità tangenziale, {\displaystyle G_{m}={\frac {E}{2\left(1+\nu \right)}}}, dove {\displaystyle E} è il modulo di elasticità longitudinale di Young e {\displaystyle \nu } è il  coefficiente di Poisson.